# Duaenre
Duaenre, Duanre o Duwa-Ra, (Dw3 nj Rˁ, "Alabat sigui Ra") va ser un príncep egipci i djati (visir) de Menkaure durant la IV Dinastia. Era fill del rei Khefren i de la reina Meresankh Els seus títols coneguts eren Fill del Rei del seu cos (sA nswt n Xt = f), Príncep Hereditari (jrj-pat), Comte (HAtj-a), djati (tAjtj), Escriva del Llibre Diví (sS mDAt-nTr), Boca de Nekhen (r nxn), i Boca de cada Butita (r p nb).

## Família
Dua(en)re era fill del rei Khefren i de la reina Meresankh III. Per tant, era també net del faraó Khufu. El djati Babaef II era probablement un fill de Duaenre.
Una inscripció en una porta falsa trobada a la tomba G 3098 (anomenada G 2098 per Fischer) de la necròpolis de Guiza esmenta una dona anomenada Neferhetepes-nedjes, filla de Neferhetepes (-wer) i neta del Fill del Rei del seu cos Duanre. Probablement aquest Duanre sigui el mateix que Duaenre. Si fos aquest el cas, Neferhetepes i Neferhetepes-nedjes eren probablement filla i neta del príncep Duaenre. La falsa porta es va trobar en un afegitó a la tomba d’Iymeri i la seva dona Persenet. No se sap la relació d'Iymeri amb la família de Duaenre.

## Tomba
Duaenre va ser enterrat a la mastaba G 5110 del camp occidental de la necròpolis de Guiza. La mastaba conté un passadís i un vestíbul. Duaenre està representat amb un auxiliar i oferint textos al passadís. La cambra conté escenes que mostren Duaenre i els assistents que porten ofrenes i animals. També hi apareix un fill en una escena que mostra la presentació del bestiar. Ernesto Schiaparelli va trobar-hi un sarcòfag de granit vermell sense inscripcio a la fossa de la mastaba, que ara es troba al museu de Torí.
Un fragment de pedra calcària trobat a les deixalles menciona els noms d’Iufi i Perneb, que eren supervisors de les bandes de desenes. Aquests homes haurien estat els supervisors dels treballadors que van construir la mastaba.

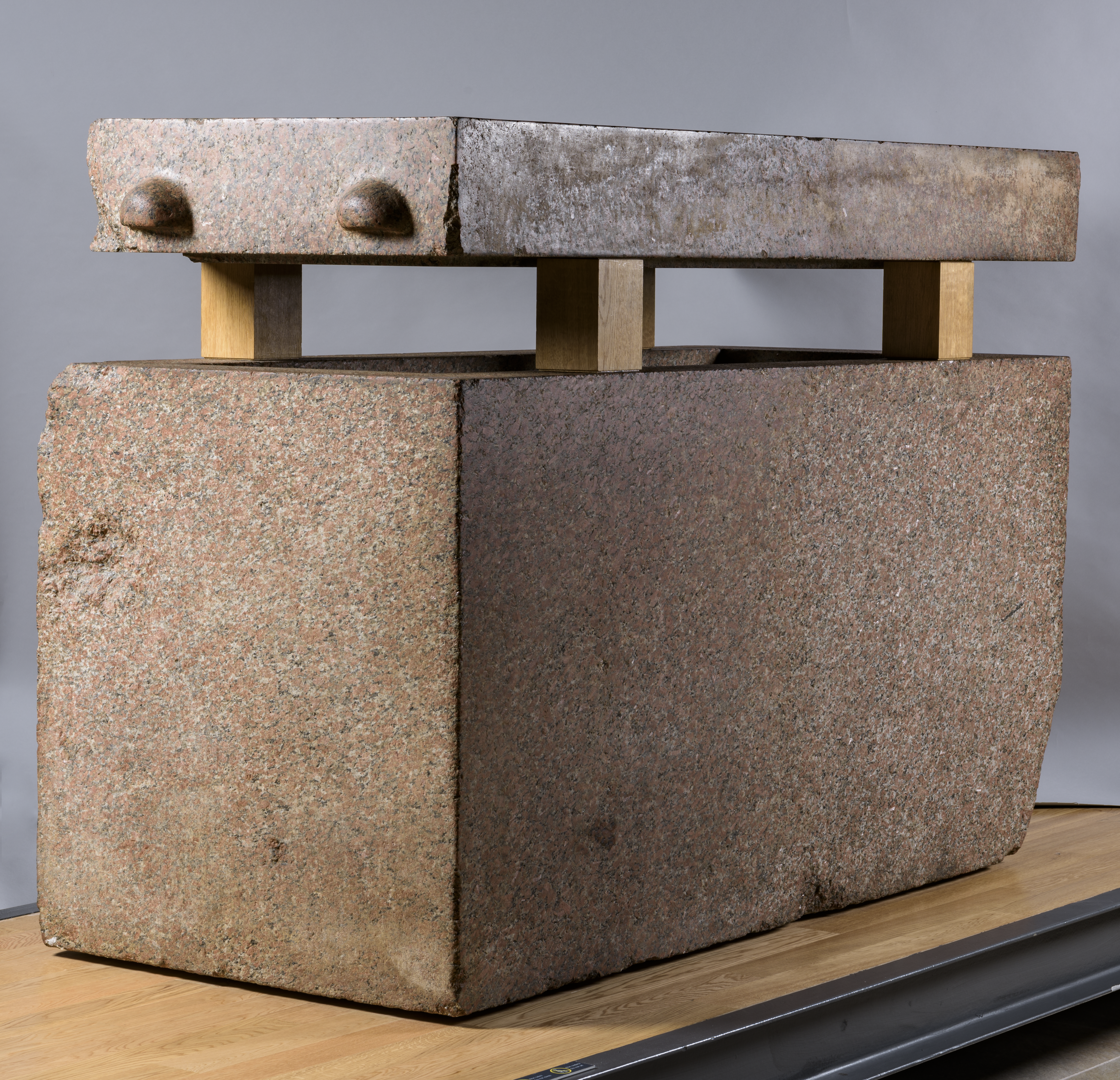
El sarcòfag de granit vermell de Duaenre, Museu Egipci de Torí
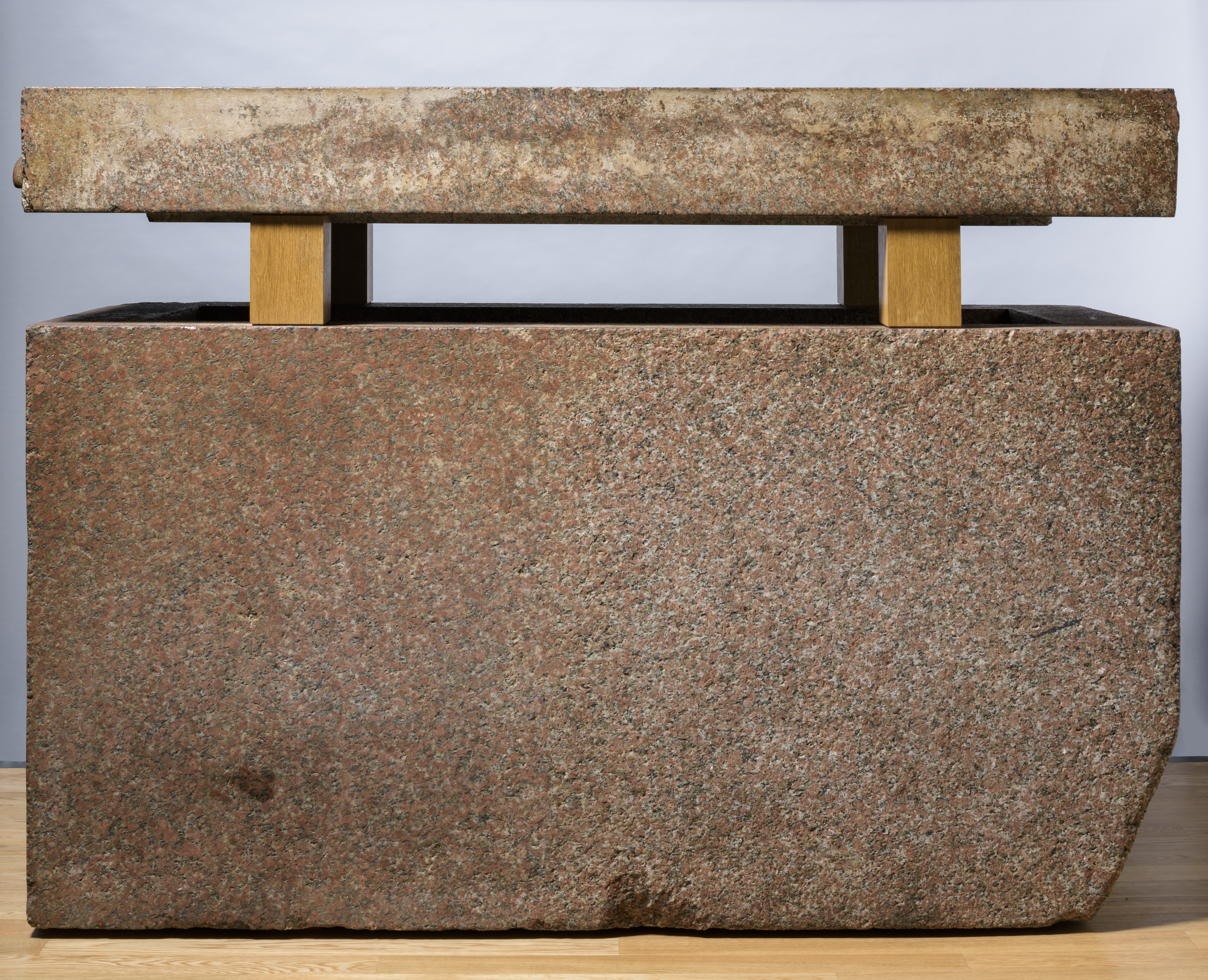
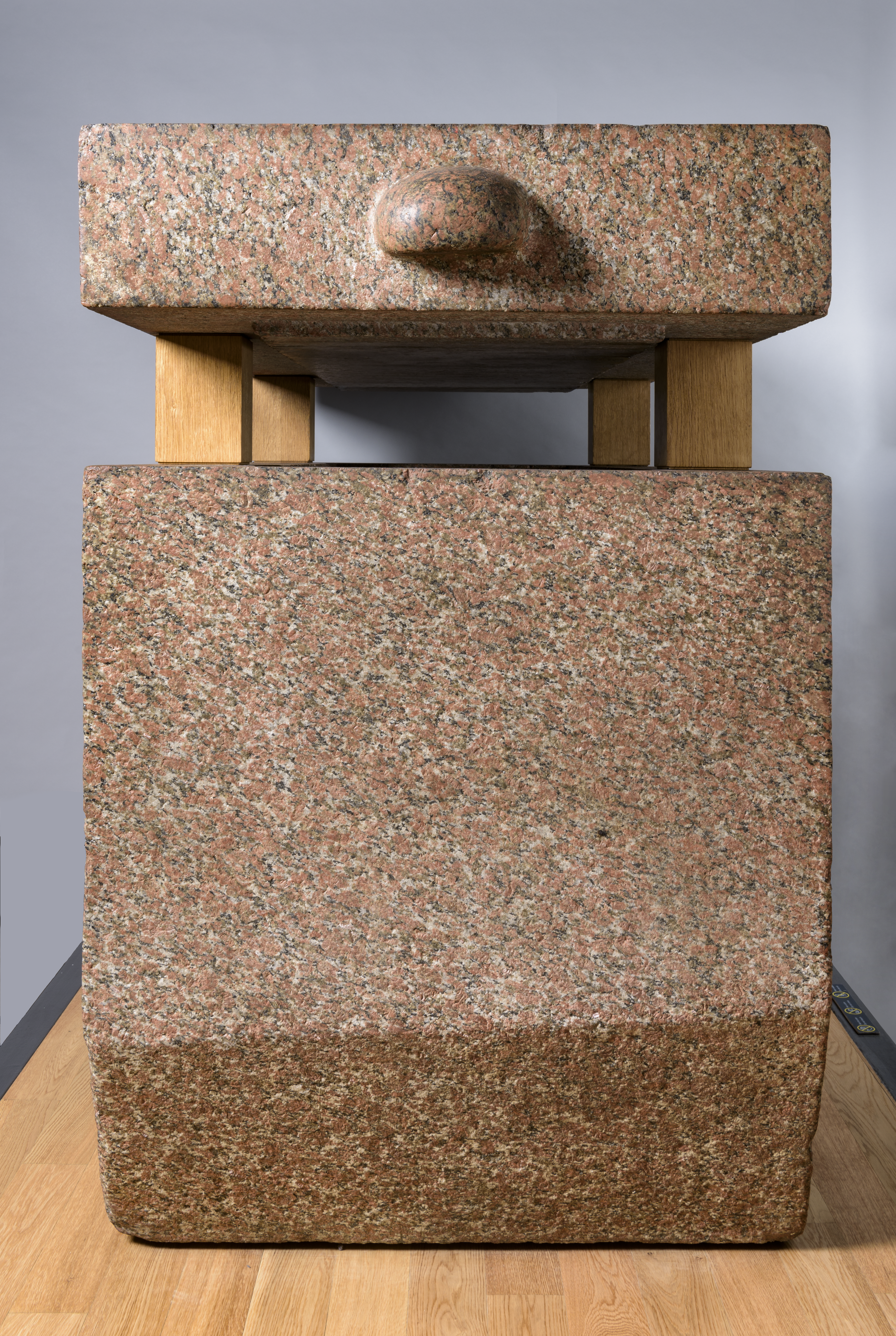